# Monastère de Manasija
Le monastère de Manasija (en serbe cyrillique : Манастир Манасија ; en serbe latin Manastir Manasija), également connu sous le nom de monastère de Resava (Манастир Ресава), est un monastère orthodoxe serbe situé près de Despotovac, dans le district de Pomoravlje en Serbie. Il dépend de l'éparchie de Braničevo et est inscrit sur la liste des monuments culturels d'importance exceptionnelle de la république de Serbie (identifiant no SK 140).

## Histoire
Le monastère a été fondé par Stefan Lazarević, le fils du prince Lazare, entre 1406 et 1418. Il a été puissamment fortifié pour résister aux incursions des Turcs. Le monastère abrite encore aujourd’hui la tombe de son fondateur.

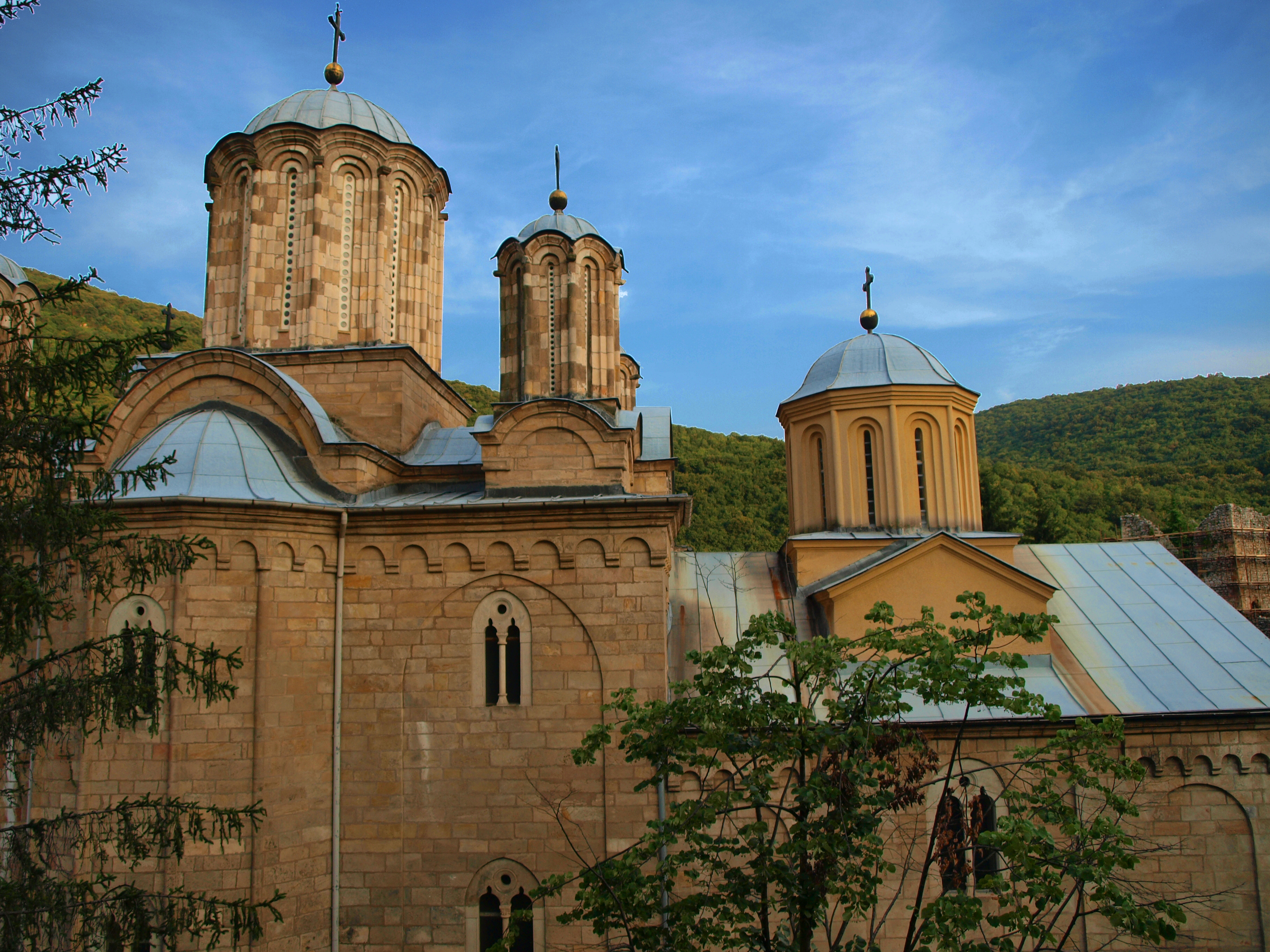
Vue de l'église du monastère.

Pendant la période ottomane, le monastère a été plusieurs fois saccagé. Le monastère a notamment été incendié par les Turcs en 1456.
Dès son origine, le monastère était devenu un important centre culturel car le prince Stefan y avait installé des moines chargés de la réforme de la langue serbe. Par leurs travaux, ces moines contribuèrent à la création de la langue nationale. Aux XVe et XVIe siècles, le scriptorium fut particulièrement renommé pour ses manuscrits, typiques de l’école de Resava ; ils permirent la survie des textes serbes anciens.
Après 1718, le monastère a été occupé par les Autrichiens, qui ont installé une poudrière dans le narthex de l’église. Gravement endommagé par une explosion, ce narthex fut reconstruit en 1735.
Abandonné au début du premier soulèvement serbe contre les Turcs, il a été restauré en 1845.

## Architecture
Le monastère de Manasija forme un ensemble comprenant l’église, le réfectoire des moines et les fortifications.

### Église
Par son architecture, l’église, dédiée à la Sainte Trinité, appartient à l’école moravienne. Son plan forme une croix tréflée. Le bâtiment est surmonté d’un dôme à douze pans reposant sur des piliers.

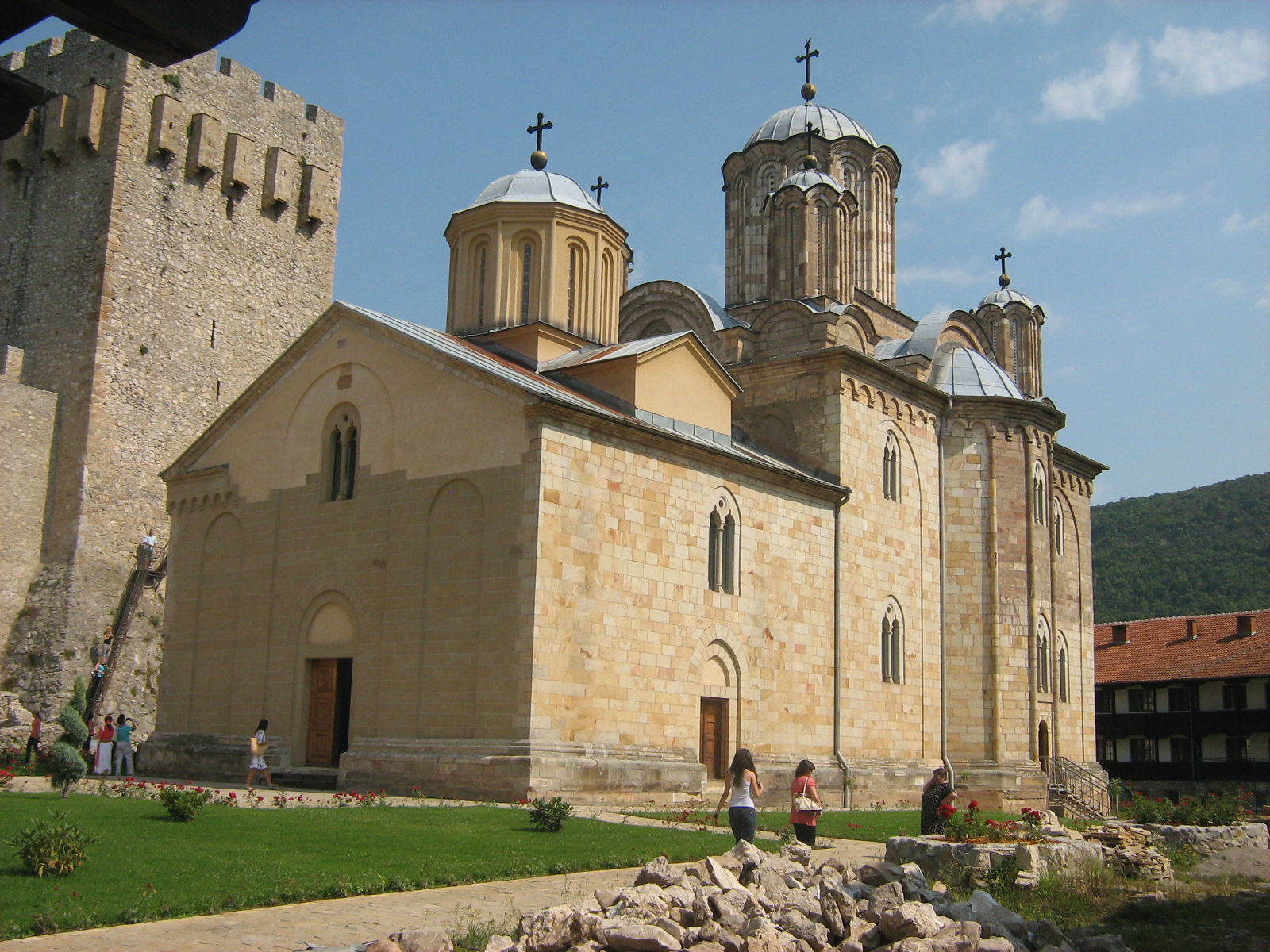
Autre vue de l'église.
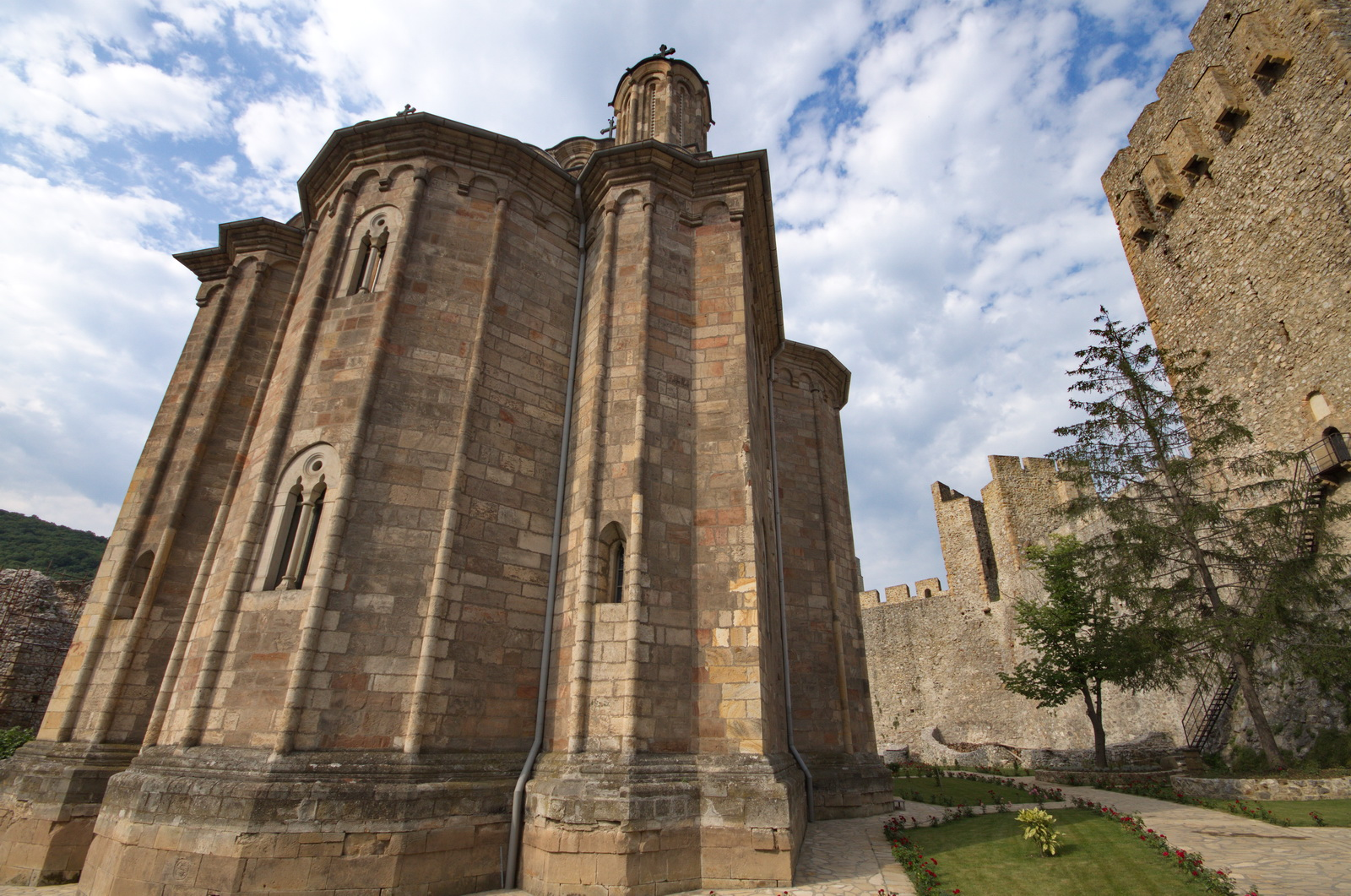
Le chevet.

À l’intérieur de l’église, le pavement d’origine, en marbre, a été préservé dans le narthex.

### Fresques
Les fresques, dont à peine la moitié est conservée, représentent notamment le fondateur du monastère, le despote Stefan Lazarević, portant une maquette de l’église dans la main gauche. Il reste également des portraits des prophètes de l’Ancien Testament et deux compositions, l’Adoration de l’Agneau et la Communion des Apôtres (dans le chœur).

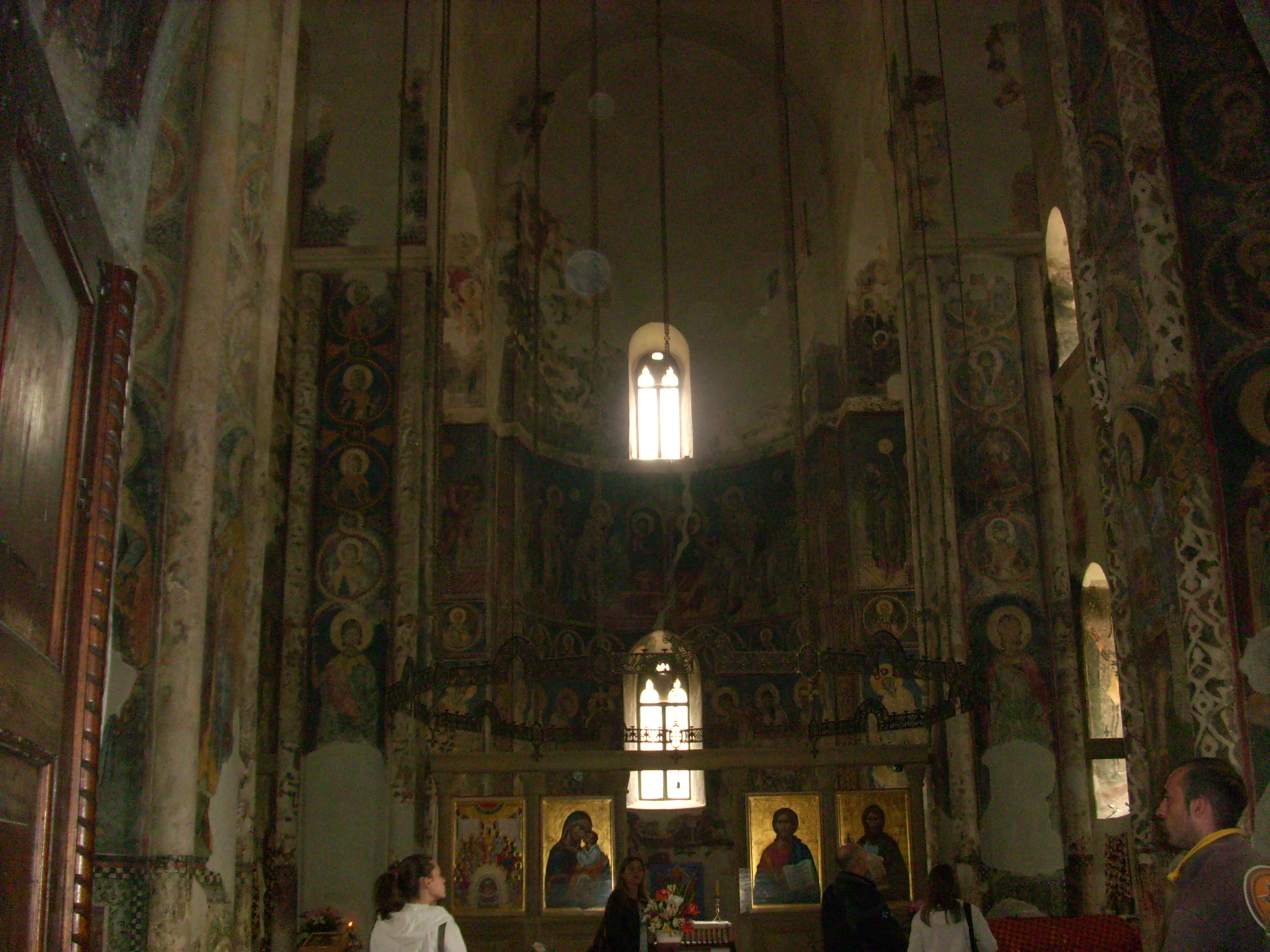
Fresques à l'intérieur de l'église
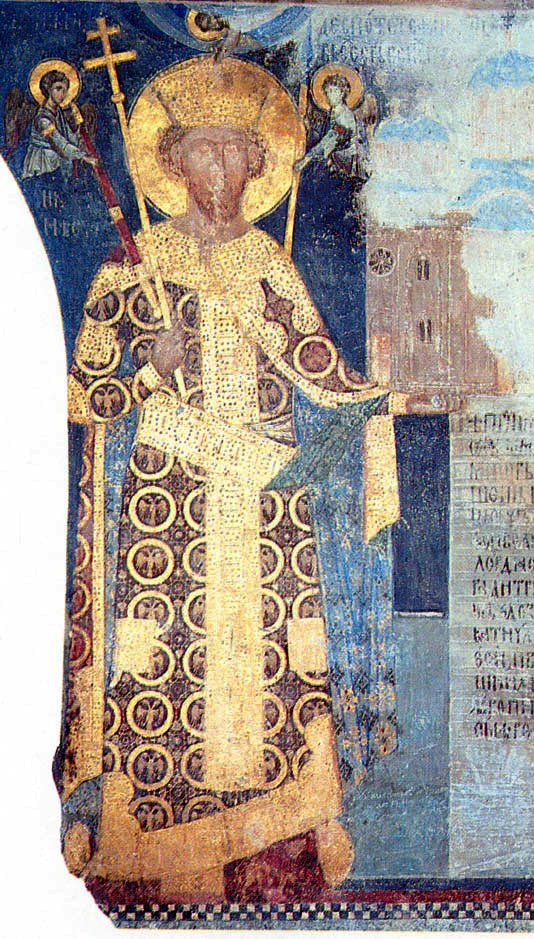
Fresque représentant Stefan Lazarević, le fondateur du monastère
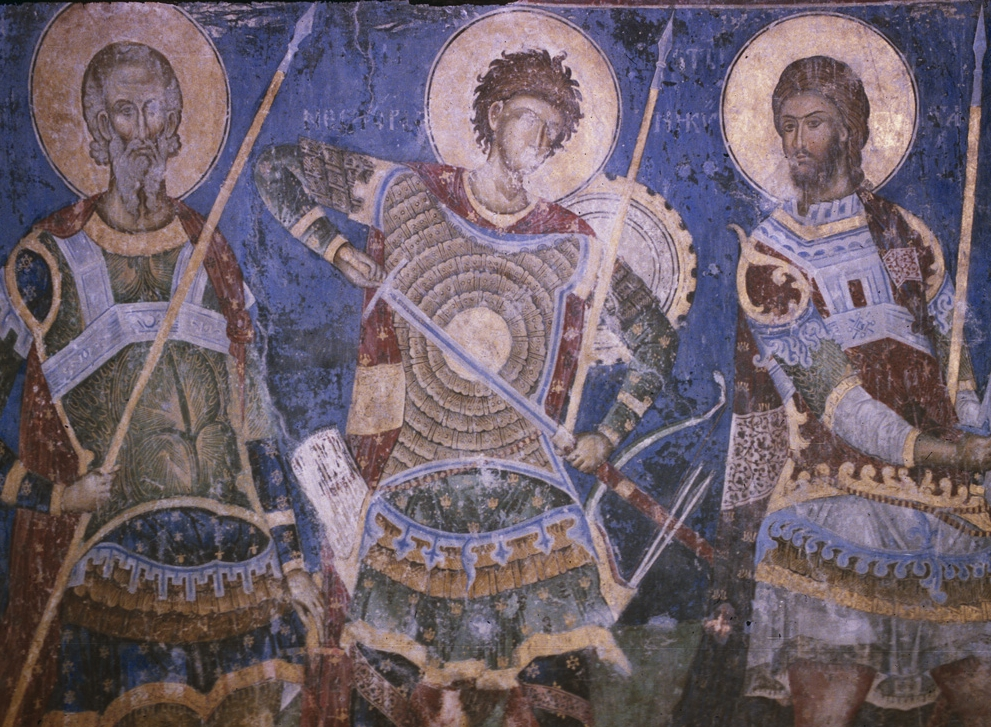
Fresque des saints Guerriers

## Bâtiments monastiques

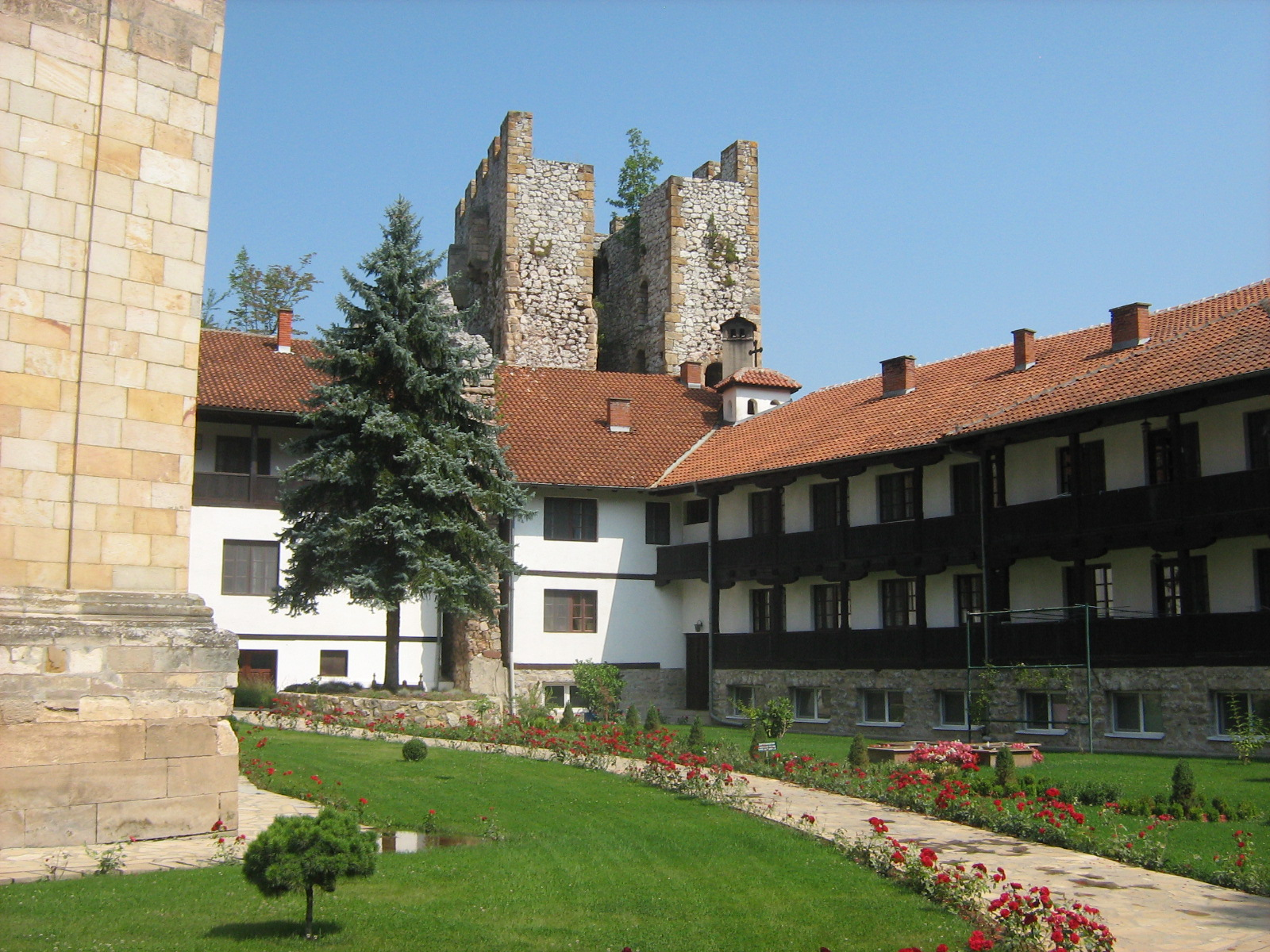
Le konak du monastère